# Deborah Johnson (Philosophin)
Deborah G. Johnson (* 25. März 1945 in Detroit) ist eine US-amerikanische Philosophin und Ethikerin. Ihr Spezialgebiet ist die Ingenieur- und Computerethik. Sie arbeitete auch über ethische Fragestellungen im Zusammenhang mit Künstlicher Intelligenz.

## Leben und Werk
Deborah G. Johnson erwarb sich 1966 ihren Bachelor in Philosophie an der Wayne State University in Detroit, 1973 machte sie ihren Master of Arts an der University of Kansas in Lawrence. 1976 erwarb sie ihren Master of Philosophy und 1976 ihren Doktor der Philosophie an der gleichen Universität. Von 1978 bis 1999 wirkte sie zunächst als Assistant Professor, dann als Associate Professor und schließlich als Professor am Rensselaer Polytechnic Institute in Troy im Bundesstaat New York. Seit 2001 hatte sie die Anne Shirley Carter Olsson Professur für angewandte Ethik an der University of Virginia in Charlottesville inne.
In der Forschung wurde Deborah Johnson vor allem im Umfeld der Ingenieur- und Computerethik bekannt. Sie veröffentlicht 1985 eines der ersten Lehrbücher zur Computerethik. Dieses Werk wurde mittlerweile in vier Auflagen überarbeitet und aus dem Englischen in mehrere Sprachen übersetzt. Als Ethikerin veröffentlichte Deborah Johnson Werke zu einer Vielzahl von Themen, die direkt oder indirekt mit ethischen, sozialen und politischen Auswirkungen der Technologie, insbesondere der Informationstechnologie in Verbindung stehen. Ihre Forschungen wurden mehrfach von der amerikanischen National Science Foundation in Form von Auszeichnungen für die geleistete Überwachung, Transparenz und Rechenschaftspflicht von soziotechnischen Systemen gefördert.
Johnson engagierte sich für ihr spezielles Anliegen der angewandten Ethik in Berufsverbänden und Ständeorganisationen. Sie war Präsidentin der Society for Philosophy and Technology, der International Society for Ethics und International Society for Ethics and Information Technology (INSEIT). Sie war Schatzmeister der ACM Special Interest Group on Computers and Society sowie Vorsitzende des American Philosophical Association Committee on Computers and Philosophy und Mitglied des Executive Board der Association for Practical and Professional Ethics.
Johnson wurde mehrfach für ihre Arbeiten ausgezeichnet. 2001 erhielt sie den Sterling Olmsted Award der Liberal Education Division of the American Society for Engineering Education. 2004 wurde sie mit dem Jon-Barwise-Preis der American Philosophical Association ausgezeichnet. 2009 wurde sie zum Ehrendoktor der Universität Linköping (Schweden) ernannt. 2015 erhielt sie den Joseph Weizenbaum Award für lebenslange Beiträge zur Informations- und Computerethik der International Society for Ethics and Information Technology. 2018 erhielt sie den Covey Award der International Association for Computing and Philosophy.

## Veröffentlichungen von Deborah Johnson (Auswahl)
- Computer Ethics (4 Auflagen)
- Ethical Issues in the Use of Computers (zusammen mit John Snapper), Wadsworth Publishing Co., 1985
- Ethical Issues in Engineering, Prentice Hall, 1990, ISBN 978-0132905787.
- Computers, Ethics, and Social Values (zusammen mit Helen Nissenbaum), Prentice Hall, 1995.
- Can Engineering Ethics Be Taught? (In: The Special Issue of The Bridge on Engineering Ethics, 3, März 2017, Band 47 Ausgabe 1.)
- Rethinking the Social Responsibilities of Engineers as a Form of Accountability. (In: D. Michelfelder, B. Newberry, Q. Zhu, Herausgeber, Philosophy and Engineering: Exploring Boundaries, Expanding Connections. Springer International Publishing. 2017)
- Ethical Issues in Big Data. (In: J.C. Pitt and A. S. Heflin, eds.  The Routledge Companion to the Philosophy of Technology. Routledge. 2017)